# Interpretación de Bohm
La interpretación de Bohm (también llamada teoría de la "onda piloto" o interpretación causal) es una interpretación de la teoría cuántica postulada por David Bohm en 1952 como una extensión de la onda guía de Louis de Broglie de 1927. Consecuentemente es llamada a veces teoría de Broglie-Bohm.
La teoría tiene varias formulaciones matemáticas posibles y ha sido presentada bajo diferentes nombres.

## Introducción
La interpretación es un ejemplo de teoría de variables ocultas en la que se admite que las variables ocultas pueden proveer una descripción objetiva determinística que pueda resolver o eliminar muchas de las paradojas de la mecánica cuántica, como el gato de Schrödinger, el problema de la medida, el colapso de la función de onda, etc. La teoría de Bohm además es una teoría determinista. La mayoría de las variables relativísticas (no todas) requieren, sin embargo, un sistema privilegiado de referencia. Las variables que portan el espín y los espacios curvos son posibles también en esta teoría y pueden trasladarse a la teoría cuántica de campos.

### Comparación con la interpretación convencional
En el formalismo de la teoría de De Broglie–Bohm, como en el de la mecánica cuántica convencional, existe una función de onda - una función en el espacio de todas las configuraciones posibles, pero adicionalmente contiene también una configuración real, incluso para situaciones donde no hay observador. La evolución temporal de las posiciones de todas las partículas y la configuración de todos los campos queda definida por la función de onda, que satisface la ecuación guía. La evolución temporal de la propia función de onda viene dada por la ecuación de Schrödinger como en la mecánica cuántica no relativista.

### Experimento de la doble rendija

Las trayectorias Bohmianas para un electrón en el experimento de la doble rendija.

El experimento de la doble rendija es una ilustración de la dualidad onda-partícula. En él un cañón de partículas (como, por ejemplo, fotones) viaja a través de una barrera con dos rendijas. Si colocamos una pantalla detectora en el otro lado, el patrón de las partículas detectadas muestra las franjas de interferencia característico de las ondas; no obstante, la pantalla del detector responde a las partículas. El sistema exhibe el comportamiento de las ondas (patrones de interferencia) y al mismo tiempo de las partículas (puntos en la pantalla).
Si modificamos este experimento de manera que una de las rendijas está cerrada, no se observa ningún patrón de interferencia. Así el estado de ambas rendijas afecta al resultado final. Podemos también colocar un detector mínimamente invasivo en una de las rendijas para saber a través de qué rendija pasó la partícula. Si hacemos esto, los patrones de interferencia también desaparecen.
La Interpretación de Copenhague establece que las partículas no poseen una localización en el espacio antes del momento en el que son detectadas, de manera que si no hay detector alguno en las rendijas carece de sentido el hecho y la pregunta de a través de qué rendija ha pasado la partícula. Si una rendija posee un detector, entonces la función de onda colapsa debido a la detección.
En la teoría de Broglie–Bohm, la función de onda viaja a través de ambas rendijas, pero cada partícula posee una trayectoria bien definida y pasa exactamente a través de una de las dos rendijas. La posición final de la partícula en la pantalla del detector y la rendija exacta a través de la cual pasa la partícula está determinada por la posición inicial de la partícula. Tal posición inicial de la partícula no es controlable por los experimentos, de manera que hay una apariencia de aleatoriedad en el patrón de detección. La función de onda interfiere consigo misma y guía a la partícula de tal manera que las partículas evitan las regiones en las cuales la interferencia es destructiva y son atraídas hacia las regiones donde la interferencia es constructiva produciendo así los patrones de interferencia en la pantalla del detector.
Para explicar el comportamiento cuando la partícula es detectada pasando por una rendija, necesitamos apreciar el rol de la función de onda condicional y como provoca esta el colapso de la función de onda; esto se explica más abajo. La idea básica es que el entorno que registra la detección, separa efectivamente los dos paquetes de ondas en el espacio de configuración.

## Aspectos generales

### Ontología de la interpretación
La ontología de la teoría de Broglie-Bohm consiste en una configuración {\displaystyle q(t)\in Q} del universo y una onda piloto {\displaystyle \psi (q,t)\in \mathbb {C} }. El espacio de configuración {\displaystyle Q} puede elegirse de manera diferente, como en mecánica clásica y en la mecánica cuántica estándar.
Así, la ontología de la teoría de la onda piloto contiene tanto la trayectoria {\displaystyle q(t)\in Q} que conocemos en la mecánica clásica, como la función de onda {\displaystyle \psi (q,t)\in \mathbb {C} } de la teoría cuántica. Así, en cada momento no solo tenemos una función de onda sino que también existe una configuración bien definida del universo entero. La correspondencia con nuestras experiencias se produce por la identificación de la configuración de nuestro cerebro con alguna parte de la configuración del universo entero {\displaystyle q(t)\in Q}, tal como ocurre en la mecánica clásica.
Mientras que la ontología de la mecánica clásica es parte de la ontología de la teoría de Broglie-Bohm,las dinámicas son muy diferentes. En la mecánica clásica las partículas son aceleradas directamente por fuerzas existentes en el espacio físico tridimensional. En la teoría de Broglie-Bohm, la velocidad de las partículas les es impartida por una función de onda existente en una configuración espacial de dimensiones 3N, donde N es el número total de partículas que integran el sistema.
En lo que sigue, veremos como se establece todo esto para el caso de una partícula moviéndose en {\displaystyle \mathbb {R} ^{3}} y a continuación para {\displaystyle N} partículas moviéndose en 3 dimensiones. En la primera instancia, el espacio de configuración y el espacio real son el mismo, mientras que en la segunda el espacio real es aún {\displaystyle \mathbb {R} ^{3}}, pero ahora el espacio de configuración se convierte en {\displaystyle \mathbb {R} ^{3N}}. Mientras que las posiciones de las partículas permanecen en el espacio real, el campo velocidad y las funciones de onda están sobre el espacio de configuración y es así como las partículas están entrelazadas unas con otras en esta teoría.
Extensiones a esta teoría incluyen el espín y espacios de configuración más complicados.
Se usan variaciones de {\displaystyle \mathbf {Q} } para las posiciones de las partículas mientras que {\displaystyle \psi } representa el valor complejo de la función de onda sobre el espacio de configuración.

### Formalismo
La teoría de Broglie–Bohm se basa en lo siguiente: partiendo de una configuración {\displaystyle q} para el universo, descrita por coordenadas {\displaystyle q^{k}}, que es un elemento del espacio de configuración {\displaystyle Q}. El espacio de configuración es diferente para diferentes versiones de la teoría de la onda piloto. Por ejemplo, este puede ser el espacio de posiciones {\displaystyle \mathbf {Q} _{k}} de {\displaystyle N} partículas, o en el caso de teoría de campos, el espacio de las configuraciones de los campos {\displaystyle \phi (x)}. La configuración se desenvuelve de acuerdo con la ecuación guía

{\displaystyle m_{k}{\frac {dq^{k}}{dt}}(t)=\hbar \nabla _{k}\operatorname {Im} \ln \psi (q,t)=\hbar \operatorname {Im} \left({\frac {\nabla _{k}\psi }{\psi }}\right)(q,t)}.

Aquí, {\displaystyle \psi (q,t)} es la función de onda estándar de valor complejo conocida en la teoría cuántica, que se desenvuelve según la ecuación de Schrödinger:

{\displaystyle i\hbar {\frac {\partial }{\partial t}}\psi (q,t)=-\sum _{i=1}^{N}{\frac {\hbar ^{2}}{2m_{i}}}\nabla _{i}^{2}\psi (q,t)+V(q)\psi (q,t)}

Esto completa la especificación de la teoría para cualquier teoría cuántica con un operador hamiltoniano de tipo

{\displaystyle {\hat {H}}=\sum {\frac {1}{2m_{i}}}{\hat {p}}_{i}^{2}+V({\hat {q}})}.

Si la configuración posee una distribución de acuerdo con {\displaystyle |\psi (q,t)|^{2}} en algún momento del tiempo {\displaystyle t}, entonces también lo hace en cualquier otro momento temporal. Tal estado se denomina equilibrio cuántico. En un estado de equilibrio cuántico, esta teoría está de acuerdo con los resultados de la mecánica cuántica estándar.

### Ecuación guía
Para una única partícula moviéndose en {\displaystyle \mathbb {R} ^{3}}, la velocidad de la partícula viene dada por

{\displaystyle {\frac {d\mathbf {Q} }{dt}}(t)={\frac {\hbar }{m}}\operatorname {Im} \left({\frac {\nabla \psi }{\psi }}\right)(\mathbf {Q} ,t)}.

Para múltiples partículas indicamos {\displaystyle \mathbf {Q} _{k}} para la partícula {\displaystyle k}, su velocidad viene dada por

{\displaystyle {\frac {d\mathbf {Q} _{k}}{dt}}(t)={\frac {\hbar }{m_{k}}}\operatorname {Im} \left({\frac {\nabla _{k}\psi }{\psi }}\right)(\mathbf {Q} _{1},\mathbf {Q} _{2},\ldots ,\mathbf {Q} _{N},t)}.

El hecho clave que debemos resaltar es que la velocidad depende de las posiciones actuales de todas las {\displaystyle N} partículas del universo. Como explicamos más abajo, en la mayoría de las situaciones experimentales, la influencia de todas las partículas puede quedar encapsulada en la función de onda efectiva de un subsistema del universo.

### Bohm y el problema de la medida
Esta teoría ofrece un formalismo para la medición análogo al de la termodinámica en la mecánica clásica, del que carece el formalismo estándar generalmente asociado a la Interpretación de Copenhague. El problema de la medida se resuelve muy fácilmente en esta teoría, ya que el resultado de un experimento es producido por la interacción con la configuración de las partículas del aparato de medida cuando este se realiza. El colapso de la función de onda que en la interpretación de Copenhague debe postularse, emerge aquí de manera natural del análisis de los subsistemas bajo la hipótesis de equilibrio cuántico.

### Dificultades de la interpretación
La desigualdad de Bell supone un resultado negativo para cierto tipo de teorías como la de Bohm. De hecho el descubrimiento del Teorema de Bell fue inspirado por el trabajo de David Bohm.
Dicho teorema es un teorema de imposibilidad que demuestra que no existen teorías de variables ocultas locales que sean compatibles con la mecánica cuántica. Así la interpretación de Bohm está condenada a eliminar la localidad o el de objetividad física. La interpretación de Bohm opta por conservar la objetividad física y aceptar la no-localidad. Naturalmente la no-localidad supone cierta incoherencia con la teoría de la relatividad convencional.
La teoría de Broglie–Bohm expresa de una manera explícita la no localidad que aparece en la física cuántica. La velocidad de cualquier partícula depende del valor de la función de onda, la cual depende a su vez de la configuración global de la totalidad del universo.

### Ecuación de Schrödinger
La ecuación de Schrödinger para una partícula gobierna la evolución temporal de una función de onda de valor complejo en {\displaystyle \mathbb {R} ^{3}}. La ecuación representa una versión cuantizada de la energía total de un sistema clásico desenvolviéndose bajo una función potencial de valor real {\displaystyle V} en {\displaystyle \mathbb {R} ^{3}}:
{\displaystyle i\hbar {\frac {\partial }{\partial t}}\psi =-{\frac {\hbar ^{2}}{2m}}\nabla ^{2}\psi +V\psi }
Para múltiples partículas, la ecuación es la misma excepto en que {\displaystyle \psi } y {\displaystyle V} están ahora sobre el espacio de configuración, {\displaystyle \mathbb {R} ^{3N}}.
{\displaystyle i\hbar {\frac {\partial }{\partial t}}\psi =-\sum _{k=1}^{N}{\frac {\hbar ^{2}}{2m_{k}}}\nabla _{k}^{2}\psi +V\psi }
Esta es la misma función de onda de la mecánica cuántica convencional.

### La Regla de Born
En los escritos originales de Bohm [Bohm 1952], el autor discute cómo la teoría de Broglie–Bohm llega a los mismos resultados en la medición que la mecánica cuántica. La idea clave es que ello sería cierto si las posiciones de las partículas satisfacen la distribución estadística dada por {\displaystyle |\psi |^{2}}. Dicha distribución queda garantizada en cualquier momento por la ecuación guía si la distribución inicial de las partículas satisface {\displaystyle |\psi |^{2}}.
Para un experimento dado, podemos postular que esto es cierto y verificar experimentalmente que sigue siéndolo, como así ocurre efectivamente. Pero, como argumentan Dürr et al., se necesitaría algún argumento que muestre que esta distribución es la típica para cualquier subsistema. Argumentan que {\displaystyle |\psi |^{2}} en virtud de su equivariancia bajo la evolución dinámica del sistema, es la medida apropiada de tipicalidad para las condiciones iniciales de las posiciones de las partículas. A continuación se puede probar que una inmensa mayoría de las configuraciones iniciales posibles se corresponden con la regla de Born (i.e., {\displaystyle |\psi |^{2}}) surgiendo así la estadística que muestran las medidas. Dicho brevemente, el comportamiento según la regla de Born es típico.
La situación es así análoga a la situación en física clásica estadística. Una situación inicial con baja entropía se convertirá con una probabilidad extremadamente alta, en un estado de mayor entropía: el comportamiento consistente con el segundo principio de la termodinámica es típico. Hay desde luego, condiciones iniciales anómalas que darían lugar a violaciones de la segunda ley.
No obstante, careciendo de información muy detallada sobre los estados iniciales sería muy poco razonable esperar otra cosa que el incremento de la entropía que observamos actualmente. Similarmente, en la teoría de Broglie–Bohm, hay condiciones iniciales anómalas que producirían mediciones estadísticas que violarían la regla de Born (i.e., en conflicto con las predicciones de la teoría cuántica estándar). Pero el teorema de tipicalidad muestra que excepto en los casos en que haya una razón particular para creer que hay unas condiciones iniciales especiales de facto, el comportamiento según la regla de Born es lo que deberíamos esperar.
Es por ello que en un sentido cualificado, la regla de Born es un teorema en la teoría de Broglie–Bohm, mientras que en la teoría cuántica ordinaria es un postulado que tiene que ser añadido.

### La función de onda condicional de un subsistema
En la formulación de la teoría de Broglie–Bohm, solo existe una función de onda para el universo entero (que siempre se refiere a la ecuación de Schrödinger). No obstante, una vez que la teoría es formulada, es conveniente introducir la noción de función de onda también para subsistemas en el universo. Si escribimos la función de onda para el universo como {\displaystyle \psi (t,q^{\mathrm {I} },q^{\mathrm {II} })}, donde {\displaystyle q^{\mathrm {I} }} denota las variables de configuración asociadas a algún subsistema (I) del universo y {\displaystyle q^{\mathrm {II} }} denota las variables de configuración restantes. Denota, respectivamente, por {\displaystyle Q^{\mathrm {I} }(t)} y por {\displaystyle Q^{\mathrm {II} }(t)} la configuración actual del subsistema (I) y del resto del universo. Por simplicidad, consideramos aquí solo el caso sin espín. La función de onda condicional del subsistema (I) se define como:
{\displaystyle \psi ^{\mathrm {I} }(t,q^{\mathrm {I} })=\psi (t,q^{\mathrm {I} },Q^{\mathrm {II} }(t)).}
Se sigue inmediatamente del hecho de que {\displaystyle Q(t)=(Q^{\mathrm {I} }(t),Q^{\mathrm {II} }(t))} satisface la ecuación guías que también la configuración {\displaystyle Q^{\mathrm {I} }(t)} satisface una ecuación guía idéntica a la presentada en la formulación de la teoría, con la función de onda universal {\displaystyle \psi } reemplazada por la función de onda condicional {\displaystyle \psi ^{\mathrm {I} }}. También, el hecho de que {\displaystyle Q(t)} es aleatoria con densidad de probabilidad dada por el cuadrado del módulo de {\displaystyle \psi (t,\cdot )} implica que la densidad de probabilidad condicional de {\displaystyle Q^{\mathrm {I} }(t)} dada {\displaystyle Q^{\mathrm {II} }(t)} es dada por el cuadrado del módulo de la función de onda condicional (normalizada) {\displaystyle \psi ^{\mathrm {I} }(t,\cdot )} (en la terminología de Dürr et al. este hecho se llama la fórmula fundamental de la probabilidad condicional).
A diferencia de la función de onda universal, la función de onda condicional de un subsistema no siempre se comporta según la ecuación de Schrödinger, pero en muchas situaciones sí que lo hace. Por ejemplo, si la función de onda universal se factoriza como:
{\displaystyle \psi (t,q^{\mathrm {I} },q^{\mathrm {II} })=\psi ^{\mathrm {I} }(t,q^{\mathrm {I} })\psi ^{\mathrm {II} }(t,q^{\mathrm {II} })}
entonces la función de onda condicional de un subsistema (I) es (salvo un factor escalar irrelevante) igual a {\displaystyle \psi ^{\mathrm {I} }} (esto es lo que la teoría cuántica estándar consideraría como la función de onda de un subsistema (I)). Si además, el Hamiltoniano no contiene un término de interacción entre los subsistemas (I) y (II) entonces {\displaystyle \psi ^{\mathrm {I} }} satisface la ecuación de Schrödinger. Más generalmente, se asume que la función de ondas universal {\displaystyle \psi } puede ser escrita en la forma:
{\displaystyle \psi (t,q^{\mathrm {I} },q^{\mathrm {II} })=\psi ^{\mathrm {I} }(t,q^{\mathrm {I} })\psi ^{\mathrm {II} }(t,q^{\mathrm {II} })+\phi (t,q^{\mathrm {I} },q^{\mathrm {II} }),}
donde {\displaystyle \phi } resuelve la ecuación de Schrödinger y {\displaystyle \phi (t,q^{\mathrm {I} },Q^{\mathrm {II} }(t))=0} para todo {\displaystyle t} y {\displaystyle q^{\mathrm {I} }}. Entonces, de nuevo, la función de onda condicional para un subsistema (I) es (salvo un factor escalar irrelevante) igual a {\displaystyle \psi ^{\mathrm {I} }} y si el Hamiltoniano no contiene un término de interacción entre los subsistemas (I) y (II), {\displaystyle \psi ^{\mathrm {I} }} satisface la ecuación de Schrödinger.
El hecho de que la función de onda condicional de un subsistema no siempre cumpla la ecuación de Schrödinger se relaciona con el hecho de que la regla usual del colapso postulado en la teoría cuántica estándar emerge de forma natural del formalismo Bohmiano cuando consideramos las funciones de onda condicionales de los subsistemas.

## Extensiones

### Espín
Para incorporar el espín, la función de onda con valor escalar- complejo, es ahora un vector-complejo. El espacio de valores se llama espacio de espín; para una partícula de espín-1/2, el espacio de espín puede tomarse como {\displaystyle \mathbb {C} ^{2}}.
La ecuación guía se modifica tomando productos internos en el espacio de espín para reducir los vectores complejos a números complejos. La ecuación de Schrödinger se modifica añadiendo un término con el espín de Pauli.
{\displaystyle {\frac {d\mathbf {Q} _{k}}{dt}}(t)={\frac {\hbar }{m_{k}}}\operatorname {Im} \left({\frac {(\psi ,D_{k}\psi )}{(\psi ,\psi )}}\right)(\mathbf {Q} _{1},\mathbf {Q} _{2},\ldots ,\mathbf {Q} _{N},t)}
{\displaystyle i\hbar {\frac {\partial }{\partial t}}\psi =-\sum _{k=1}^{N}{\frac {\hbar ^{2}}{2m_{k}}}D_{k}^{2}\psi +V\psi +\sum _{k=1}^{N}\mu _{k}\mathbf {S} ^{(k)}\cdot \mathbf {B} (\mathbf {q} _{k})}
donde {\displaystyle \mu _{k}} es el momento magnético de la partícula {\displaystyle k}, {\displaystyle \mathbf {S} ^{(k)}} es el operador apropiado de espín actuando sobre el espacio de espín de la partícula {\displaystyle k}, {\displaystyle D_{k}=\nabla _{k}-{\frac {ie_{k}}{c\hbar }}\mathbf {A} (\mathbf {q} _{k})}, {\displaystyle \mathbf {B} } y {\displaystyle \mathbf {A} } son, respectivamente, el campo magnético y el potencial vector en {\displaystyle \mathbb {R} ^{3}} (todas las otras funciones están completamente en el espacio de configuración), {\displaystyle e_{k}} es la carga de la partícula {\displaystyle k}, y {\displaystyle (\cdot ,\cdot )} es el producto interno en el espacio de espín {\displaystyle \mathbb {C} ^{d}},
{\displaystyle (\phi ,\psi )=\sum _{s=1}^{d}\phi _{s}^{*}\psi _{s}.}
Como ejemplo de espacio de espín, un sistema consistente en dos partículas de espín 1/2 y una de espín 1 tiene una función de ondas de la forma {\displaystyle \psi :\mathbb {R} ^{9}\times \mathbb {R} \to \mathbb {C} ^{2}\otimes \mathbb {C} ^{2}\otimes \mathbb {C} ^{3}}. Esto es, su espacio de espín es de 12 dimensiones.

### Espacio curvado
Para extender la teoría de Broglie–Bohm a un espacio curvado (Variedad de Riemann en lenguaje matemático), simplemente tenemos en cuenta que todos los elementos de esas ecuaciones tengan sentido, tales como gradientes y Laplacianos. Así, usamos ecuaciones que tengan la misma forma que arriba. Las condiciones topológicas y de contorno pueden aplicarse de forma suplementaria en la evolución de la ecuación de Schrödinger.
Para una teoría de Broglie–Bohm en un espacio curvado con espín, el espacio de espín se convierte en una "gavilla de vectores" sobre el espacio de configuración y el potencial en la ecuación de Schrödinger en un operador local auto-adjunto actuando sobre tal espacio.

### Teoría cuántica de campos
En Dürr et al., los autores describen una extensión de la teoría de Broglie–Bohm para manejar operadores de creación y aniquilación. La idea básica es que tal espacio de configuración se convierte en el espacio (disjunto) de todas las posibles configuraciones de cualquier número de partículas- En lo que se refiere al tiempo, el sistema de desarrolla deterministicamente bajo la ecuación guía con un número fijo de partículas. Pero bajo un proceso estocástico, las partículas puden ser creadas y aniquiladas. La distribución de los eventos de creación es dictada por la función de onda. La función de onda misma evoluciona en todo momento sobre el espacio de configuración multi-partícula.
Nikolic introduce una teoría de Broglie–Bohm puramente determinista de creación y destrucción, de acuerdo con la cual las trayectorias de las partículas son continuas, pero los detectores de las partículas se comportan como si las partículas hubieran sido creadas o destruidas aunque una auténtica creación o destrucción de partículas nunca tenga lugar.

### Explotando la no localidad
A. Valentini extendió la teoría de Broglie–Bohm para incluir señales no locales que permitirían que el entrelazamiento cuántico se use como un canal único de comunicación sin necesidad de una señal clave secundaria que desbloquee el mensaje codificado por el entrelazamiento. Esto viola la teoría cuántica ortodoxa pero tiene la virtud de hacer que los universos paralelos de la teoría de la inflación caótica eterna sean observables en principio.
A diferencia de la teoría de Broglie–Bohm, en la teoría de Valentini la función de onda también depende de las variables ontológicas. Esto introduce una inestabilidad, un bucle de retroalimentación que empuja a las variables ocultas fuera del mundo subcuántico muerto. La teoría resultante es no lineal y no unitaria.

### Relatividad
La teoría de la onda piloto es explícitamente no local. Como consecuencia, la mayoría de las variables relativistas de la teoría necesitan una foliación preferida del espacio-tiempo. Mientras que esto entra en conflicto con la interpretación estándar de la relatividad, la foliación preferida, si es inobservable, no conduce a ningún conflicto empírico con la relatividad.
La relación entre la no localidad y una foliación preferida puede ser mejor entendida como sigue. En la teoría de Broglie–Bohm la no localidad se manifiesta como el hecho de que la velocidad y la aceleración de una partícula depende de las posiciones instantáneas de todas las demás partículas. Por otro lado, en la teoría de la relatividad el concepto de instantaneidad no tiene un significado invariante. Así, para definir las trayectorias de las partículas, se necesita una regla adicional para definir cuáles son los puntos del espacio-tiempo que deben ser considerados instantáneos. La manera más simple de conseguir esto es introduciendo una foliación preferida en el espacio tiempo manualmente, tal que cada hipersuperficie de la foliación define una hipersuperficie de tiempo igual. No obstante, esta manera (que explícitamente rompe la covarianza relativista) no es el único camino. Es también posible que una regla que define la instantaneidad sea contingente, haciendo que emerja dinámicamente de leyes covariantes relativistas combinadas con condiciones iniciales particulares. De esta manera, la necesidad de una foliación preferida puede ser evitada y la covarianza relativista ser salvada.
Existen trabajos de desarrollo en diferentes versiones relativistas de la teoría de Broglie–Bohm theory. Véase Bohm y Hiley: El Universo Indiviso y referencias incluidas. Otra aproximación la encontramos en el trabajo de Dürr et al. en el cual ellos usan modelos Bohm-Dirac y una foliación invariante Lorentz del espacio-tiempo.
Nikolic desarrolla una interpretación generalizada probabilística relativísticamente invariante de la teoría cuántica, en la cual {\displaystyle |\psi |^{2}} ya no es más la densidad de probabilidad en el espacio, sino una densidad de probabilidad en el espacio-tiempo. Él usa esta interpretación probabilística generalizada para formular una versión covariante relativista de la teoría de Broglie–Bohm sin introducir una foliación preferida en el espacio-tiempo.

## Resultados
Abajo están algunas importantes luces sobre los resultados que surgen de un análisis de la teoría de Broglie–Bohm. Los resultados experimentales concuerdan con todas las predicciones de la teoría cuántica estándar en todo lo que esta puede predecir. No obstante, mientras que la mecánica cuántica estándar está limitada a discutir experimentos con observadores humanos, la teoría de Broglie–Bohm es una teoría que gobierna la dinámica de un sistema sin la intervención de observadores externos. (p. 117 en Bell).
Las bases para el acuerdo con la mecánica cuántica estándar es que las partículas se distribuyen de acuerdo con {\displaystyle |\psi |^{2}}. Esto se establece por la ignorancia del observador, pero puede ser probado que para un universo gobernado por esta teoría, este sería el caso típico. Hay un colapso aparente de la función de onda gobernante de los subsistemas del universo, pero no hay colapso de la función de onda universal.

### Medida del espín y la polarización
De acuerdo con la teoría cuántica ordinaria, no es posible medir el espín o la polarización de una partícula directamente; en lugar de ello, solo puede medirse la componente en una dirección: el resultado para una sola partícula puede ser 1, significando que tal partícula está alineada con el aparato de medida, o -1 significando que está alineada en la dirección opuesta. Para un ensamble de partículas, si esperamos que las partículas estén alineadas, los resultados serán todos 1. Si esperamos que estén alineadas en sentido opuesto, los resultados serán todos -1. Para otras alineaciones, esperamos que algunos resultados sean 1 y otros -1 con una probabilidad que depende de los alineamientos esperados. Para una explicación completa de esto, véase el Experimento de Stern y Gerlach.
En la teoría de Broglie–Bohm, los resultados de un experimento sobre el espín no pueden ser analizados sin cierto conocimiento de la instalación experimental. Es posible modificar la instalación de tal manera que la trayectoria de la partícula permanezca inafectada, siempre que la partícula medida registre en una instalación que un espín arriba, mientras que en la otra instalación se registre un espín abajo.
Así, para la teoría de Broglie–Bohm, el espín de la partícula no es una propiedad intrínseca de la partícula misma, por eso, hay que hablar de la función de onda de la partícula siempre en relación con el dispositivo particular que se use para medir el espín. Esta es una ilustración de lo que algunas veces se define como 'contextualidad', y está relacionado con un realismo ingenuo sobre los operadores.

### Mediciones, formalismo cuántico e independencia del observador
La teoría de Broglie–Bohm obtiene los mismos resultados que la mecánica cuántica. En ella se trata la función de onda como un objeto fundamental de la teoría, en tanto que la función de onda describe cómo se mueve la partícula. Esto significa que ningún experimento puede distinguir entre las dos teorías. Esta sección subraya las ideas de cómo el formalismo cuántico estándar conduce a la mecánica cuántica. Las referencias incluyen el escrito original de Bohm en 1952 y Dürr et al.

#### Colapso de la función de onda
La teoría de Broglie–Bohm es una teoría que se aplica primariamente al universo en su totalidad. Eso es, que hay una única función de onda gobernando el movimiento de todas las partículas en el universo de acuerdo con la ecuación guía. Teóricamente, el movimiento de una partícula depende de las posiciones de todas las restantes partículas del universo. En algunas situaciones, tales como en sistemas experimentales, podemos representar el sistema mismo en términos de la teoría de Broglie–Bohm en el cual la función de onda del sistema es obtenida condicionando el entorno del sistema. Así, el sistema puede ser analizado con la ecuación de Schrödinger y la ecuación guía con una distribución inicial {\displaystyle |\psi |^{2}} para las partículas en el sistema (véase la sección la función de onda condicional de un subsistema para más detalle).
Se requiere una instalación especial para que la función de onda condicional obedezca a una evolución cuántica. Cuando un sistema actúa con el entorno, tal como ocurre cuando hay una medición, entonces la función de onda condicional del sistema evoluciona de una manera diferente. La evolución de la función de onda universal puede ocurrir de manera que la función de onda del sistema aparente estar en una superposición de distintos estados. Pero si el entorno ha registrado los resultados del experimento, entonces usando la configuración actual Bohmiana como condición sobre ella, la función de ondas condicional colapsa a solo una de las alternativas, aquella que se corresponde con los resultados de la medidión.
El colapso de la función de onda universal nunca sucede en la teoría de Broglie–Bohm. Su entera evolución es gobernada por la ecuación de Schrödinger y la evolución de las partículas está gobernada por la ecuación guía. El colapso ocurre solo de una manera fenomenológica en sistemas que parecen seguir su propia ecuación de Schrödinger. Como esto es una descripción efectiva del sistema, es cuestión de elección cómo y qué definir en el sistema experimental para incluirlo y todo ello afectará cuando el "colapso" ocurra.

#### Los operadores como observables
En el formalismo cuántico estándar, la medición de observables se considera generalmente como la medición de operadores sobre el espacio de Hilbert. Por ejemplo, medir la posición se considera ser una medición del operador posición. Esta relación entre mediciones físicas y los operadores en el espacio de Hilbert, es para la mecánica cuántica estándar un axioma adicional de la teoría. La teoría de Broglie–Bohm, por el contrario, no requiere de tales axiomas de medición (y las mediciones como tales no son dinámicamente distintas o subcategorías especiales de los procesos físicos en la teoría). En particular, el formalismo usual operadores-como-observables es, para la teoría de Broglie–Bohm, un teorema. Un punto principal del análisis es que muchas de las mediciones de los observables no corresponden a propiedades de las partículas; estas son (como en el caso del espín discutido arriba) mediciones de la función de onda.
En la historia de la teoría de Broglie–Bohm, sus proponentes han tenido a menudo que defenderse contra quienes clamaban que esta teoría es imposible. Tales argumentos están generalmente basados en un análisis inapropiado de los operadores como observables. Si uno cree que la medición del espín es la medición del espín de una partícula que existe antes de la propia medición, entonces llegamos a contradicciones. La teoría de Broglie–Bohm responde a ello haciendo notar que el espín no es una característica de la partícula sino de la función de onda. Como tal, solo tiene una expresión definida una vez que el aparato experimental ha sido elegido. Una vez que esto se tiene en cuenta, los teoremas de imposibilidad se vuelven irrelevantes.
Hay incluso quienes claman que hay experimentos que rechazan las trayectorias de Bohm en favor de los lineamientos de la Mecánica Cuántica estándar. Pero tales experimentos citados arriba solo desaprueban una malinterpretación de la teoría de Broglie–Bohm, no la propia teoría.
Hay también objeciones a esta teoría basadas en lo que ella dice acerca de situaciones particulares que se refieren a estados propios de un operador. Por ejemplo, el estado fundamental del átomo de hidrógeno es una función de onda real. De acuerdo con la ecuación guía, esto significa que el electrón está en reposo en ese estado. Nunca, está distribuido de acuerdo con {\displaystyle |\psi |^{2}} y no es posible detectar ninguna contradicción con los resultados experimentales.
Considerar los operadores como observables conduce a muchos a creer que muchos operadores son equivalentes. La teoría de Broglie–Bohm, desde esa perspectiva elige el observable posición como un observable favorecido, más que, digamos, el observable momento. De nuevo, el enlace al observable posición es una consecuencia de la dinámica. La motivación de la teoría de Broglie–Bohm es describir un sistema de partículas. Esto implica que el objetivo de la teoría es describir las posiciones de estas partículas durante todo el tiempo. Otros observables no cumplen este estatus ontológico. Tener posiciones definidas explica el tener resultados definidos tales como flashes en las pantallas de los detectores. Otros observables no nos llevan a esa conclusión, pero no hay ningún problema en definir una teoría matemática para otros observables; véase Hyman et al. para una exploración del hecho de que puede ser definida una densidad de probabilidad y una corriente de probabilidad para cualquier conjunto de operadores que conmutan.

#### Variables ocultas
La teoría de De Broglie–Bohm es comúnmente considerada como una teoría de variables ocultas. La aplicabilidad del término "variable oculta" viene del hecho de que las partículas postuladas en la teoría mecánica de Bohm no influencian la evolución de la función de onda. El argumento es que, considerar o no partículas carece de efecto en la evolución de la función de onda y por ello dichas partículas carecen de efecto en absoluto y son por lo tanto inobservables, ya que no pueden tener efecto sobre los observadores. No hay un análogo de la tercera ley de Newton en esta teoría. La idea se supone que es así, ya que las partículas no pueden influenciar la función de onda y es la función de onda la que determina las predicciones de la medición a través de la regla de Born, por tanto las partículas son superfluas e inobservables.
Tal argumento, no obstante, adolece de una equivocada comprensión fundamental de la relación entre la ontología de la teoría de Broglie–Bohm y el mundo de la observación ordinaria. En particular, las partículas postuladas por la teoría de Broglie–Bohm son cualquier cosa menos variables ocultas: son aquello de lo que los gatos, árboles, mesas y planetas que vemos están hechos. Es la propia función de onda la que está "oculta" en el sentido de ser invisible y no directamente observable.
Así, por ejemplo, cuando la función de onda de algún aparato de medida es tal que su apuntador está superpuesto derecha e izquierda, lo que acontece para los científicos cuando miran el aparato, es que ven el apuntador apuntando a la izquierda (digamos). Eso ocurre porque las partículas de De Broglie–Bohm que corresponden al apuntador están actualmente señalando hacia la izquierda. Mientras que los detalles exactos de cómo los humanos procesan tal información y en qué está basado está más allá del alcance de la teoría de Broglie–Bohm, la idea básica es que la ontología de cualquier partícula es tal, que si la partícula aparece donde parece estar para las observaciones humanas, entonces se considera que la predicción es correcta.

### Principio de incertidumbre de Heisenberg
El principio de incertidumbre de Heisenberg establece que cuando se realizan dos mediciones de variables complementarias, hay un límite al producto de sus precisiones. Como ejemplo, si uno mide la posición con una precisión de {\displaystyle \Delta x}, y el momento con una precisión de {\displaystyle \Delta p}, entonces {\displaystyle \Delta x\Delta p\gtrsim h.} Si realizamos posteriores medidas para obtener más información, perturbamos el sistema y cambiamos la trayectoria a una nueva dependiendo de la instalación medidora; por lo tanto, los resultados de la medición siguen estando sujetos a la misma relación de incertidumbre de Heisenberg.
En la teoría de Broglie–Bohm, hay siempre de hecho una posición y un momento. Cada partícula posee una trayectoria bien definida. Los observadores tienen un conocimiento limitado sobre cuál es esta trayectoria (por tanto de la posición y el momento). Es el conocimiento incompleto de la trayectoria de la partícula lo que cuenta en la relación de incertidumbre. Todo lo que uno puede saber en un momento dado sobre una partícula está descrito por la función de onda. Ya que la relación de incertidumbre puede ser derivada de la función de onda en otras interpretaciones de la mecánica cuántica, puede serlo análogamente (en el sentido epistemológico mencionado arriba), en la teoría de Broglie–Bohm.
Para establecer las cosas de manera diferente, las posiciones de las partículas son solo conocidas estadísticamente. Como en mecánica clásica, las observaciones sucesivas de las posiciones de las partículas refinan el conocimiento experimental de las condiciones iniciales de las partículas. Así, con sucesivas observaciones, las condiciones iniciales se vuelven más y más restringidas. (Claro que esas mediciones perturban, cada vez al sistema, según la relación de incertidumbre). Este formalismo es consistente con el uso normal de la ecuación de Schrödinger.
Para la derivación de la relación de incertidumbre, véase principio de incertidumbre, teniendo en cuenta que se describe desde el punto de vista de la Interpretación de Copenhague.

### Entrelazamiento cuántico, paradoja Einstein-Podolsky-Rosen, teorema de Bell, y no localidad
La teoría de Broglie–Bohm ilumina el aserto de la no localidad: esta inspiró a John Stewart Bell a probar su ahora famoso teorema, que condujo a importantes experimentos.
En la paradoja EPR, los autores apuntan que la mecánica cuántica permite la creación de pares de partículas en un estado cuántico entrelazado. Ellos describen un experimento mental que uno puede realizar con dicho par. Los resultados fueron interpretados por ellos como indicativos de que la mecánica cuántica es una teoría incompleta.
Décadas más tarde, John Bell probó el teorema de Bell (véase p. 14 en Bell), en el cual mostró que si se requería una concordancia con las predicciones empíricas de la mecánica cuántica, todas las complementaciones de "variables ocultas" a la mecánica cuántica deberían ser o "no locales" (como es el caso de la interpretación de Bohm) o contener la asunción de que los experimentos producen un resultado único. (ver definición contrafactual e interpretación de muchos mundos). En particular, Bell probó que cualquier teoría local con resultados únicos debe producir predicciones empíricas que satisfagan una restricción estadística llamada "desigualdad de Bell".
Alain Aspect configuró una serie de experimentos que pusieron a prueba la desigualdad de Bell usando una instalación de tipo EPR. Los resultados de Aspect mostraron experimentalmente que la desigualdad de Bell se violaba en la práctica, significando que las predicciones relevantes de la mecánica cuántica eran correctas. En estos experimentos de prueba de la desigualdad de Bell, se creaban pares de partículas con entrelazamiento cuántico; las partículas se separaban viajando hasta aparatos remotos de detección. La orientación de los aparatos medidores podían cambiarse mientras las partículas estaban en vuelo, demostrando la "no localidad" aparente del efecto.
La teoría de Broglie–Bohm hace las mismas predicciones (empíricamente correctas) para los experimentos test de Bell, que hace la mecánica cuántica ordinaria. Es capaz de hacer esto porque es manifiestamente no local. Es criticada a menudo o rechazada basándose precisamente en ello; la actitud de Bell era: "Es un mérito de la versión de De Broglie–Bohm mostrar este Principio (de no localidad) de forma tan explícita que no puede ser ignorada."
La teoría de Broglie–Bohm describe la física en los experimentos prueba de Bell como sigue: para entender la evolución de las partículas, necesitamos establecer una función de onda para ambas partículas; la orientación del aparato afecta a la función de onda. Las partículas en el experimento siguen la guía de la función de onda que acarrea el efecto "más rápido que la luz" de cambiar la orientación del aparato. Un análisis de cuál es exactamente la clase de "no localidad" que está presente y como es compatible con la relatividad puede encontrarse en Maudlin. Adviertase que en el trabajo de Bell, y con más detalle en el de Maudlin, se muestra que la no localidad no permite enviar información a velocidad mayor que la de la luz.

### Límite clásico
La formulación de Bohm de la teoría de Broglie–Bohm, en términos de una visión similar a la clásica, tiene el mérito de que la emergencia del comportamiento clásico se sigue inmediatamente para cualquier situación en la que el potencial cuántico es despreciable, como fue señalado por Bohm en 1952. Los métodos modernos de decoherencia son relevantes en un análisis de dicho límite. Véase Allori et al. para un análisis más riguroso.

### Método de las trayectorias cuánticas
El trabajo de Robert Wyatt en los tempranos años 2000 intentó utilizar las "partículas" de Bohm como una grilla espacial adaptativa que sigue la trayectoria actual del estado cuántico en el tiempo y el espacio. En el método de la trayectoria cuántica, se ejemplifica la función de onda cuántica con una grilla espacial de puntos de cuadratura. Se hacen evolucionar entonces los puntos de cuadratura según el tiempo, de acuerdo con las ecuaciones de movimiento de Bohm.
En cada ciclo de tiempo, se resintetiza la función de onda desde los puntos, se vuelven a computar las fuerzas cuánticas y se continúa el cálculo. (Animaciones en Quick-time de esto para la reacción química H+H2 pueden encontrarse en la web del grupo Wyatt en UT Austin.)
Esta aproximación ha sido adaptada, extendida, y usada por cierto número de investigadores de la comunidad de Química Física como un medio de computar dinámicas moleculares semiclásicas y cuasiclásicas. Un artículo reciente (2007) del Journal of Physical Chemistry A fue dedicado al Prof. Wyatt y su trabajo sobre "Dinámica Bohmiana Computacional".
El grupo de Eric Bittner en la Universidad de Houston ha avanzado una variante estadística de esta aproximación que usa técnicas Bayesianas para ejemplificar la densidad cuántica y computar el potencial cuántico sin una estructura de mesh de puntos. Esta técnica fue recientemente usada para estimar los efectos cuánticos en la capacidad de calor de pequeños agrupamientos de Nen para n~100.
Permanecen aún dificultades para usar la aproximación Bohmiana, principalmente asociadas con la formación de singularidades en el potencial cuántico debido a nodos en la función de onda. En general los nodos formados debido a efectos de interferencia conducen al caso donde
{\displaystyle {\frac {1}{R}}\nabla ^{2}R\rightarrow \infty .}
Esto resulta en una fuerza infinita en las partículas ejemplo que las fuerza a moverse fuera del nodo y a menudo a cruzar el camino de otros puntos ejemplo (lo cual viola la unicidad de los valores). Han sido desarrollados varios esquemas para sobrellevar esta dificultad; no obstante, aún no ha emergido la solución general.
Estos métodos, como sí ocurre en la formulación Hamilton-Jacobi de Bohm, no son aplicables a situaciones donde deba tenerse en cuenta una dinámica completa que incluya al espín.

### Crítica de la navaja de Occam
Tanto Hugh Everett III como Bohm trataron a la función de onda como un campo físicamente real. La interpretación de muchos mundos de Everett es un intento de demostrar que la función de onda sola es suficiente para dar cuenta de todas las observaciones. Cuando observamos un flash en la pantalla de los detectores de parículas u oímos el clik de un contador Geiger, la teoría de Everett interpreta que esto es nuestra función de onda respondiendo a los cambios en el detector de funciones de onda que pasa a ser otra nueva (que pensamos que es una partícula, pero que se trata de un nuevo paquete de ondas).
Ninguna partícula (en el sentido Bohmiano de poseer una posición y una velocidad definidas) existe, de acuerdo con tal teoría. Por esta razón Everett algunas veces se refería a su aproximación como "teoría pura de ondas". Hablando sobre la aproximación de Bohm en 1952, Everett dice:

Nuestra mayor crítica de esta visión está basada en la simplicidad - si deseamos sostener la visión de que {\displaystyle \psi } es un campo real, entonces la partícula asociada es superflua ya que, como hemos ilustrado, la teoría pura de ondas es por sí misma satisfactoria.

En la visión de Everett, entonces, las partículas de Bohm son entidades superfluas, similares al éter luminifero que se vio innecesario en la relatividad especial. Este argumento de Everett se denomina algunas veces "argumento de la redundancia", ya que las partículas superfluas son redundantes en el sentido de la navaja de Occam. Omitiendo las variables ocultas, no obstante, Everett tuvo que invocar entonces la existencia de universos paralelos causalmente no relacionados y por tanto experimentalmente inverificables.
Muchos autores han expresado posturas críticas a la teoría de Broglie-Bohm, comparándola con la aproximación de Everett de los muchos mundos. Muchos (pero no todos) los proponentes de la teoría de Broglie-Bohm (como Bohm y Bell) interpretan la función de onda universal como físicamente real. De acuerdo con algunos defensores de la teoría de Everett, si la función de onda (que nunca colapsa) se considera físicamente real, entonces lo natural es interpretar la teoría como hace Everett. Desde el punto de vista de Everett, el papel de la partícula de Bohm es el de actuar como un "apuntador", seleccionando una rama de la función de onda universal (la asunción de una rama concreta indica qué paquete de ondas determina el resultado observado de un experimento dado, se llama "asunción del resultado"); las otras ramas se designan como "vacías" e implícitamente asumidas por Bohm como vaciadas de observadores conscientes. H. Dieter Zeh comenta sobre esas ramas vacías:

Es generalmente pasado por alto que la teoría de Bohm contiene los mismos "muchos mundos" que las ramas dinámicamente separadas de la interpretación de Everett (llamadas allí componentes "vacíos" de la onda), ya que está basada precisamente en la misma . . . función de onda universal.

David Deutsch ha expresado el mismo punto más acervamente:

pilot-wave theories are parallel-universe theories in a state of chronic denial.

(Las teorías de ondas-piloto son teorías de universos-paralelos en un estado de negamiento crónico)
El hecho de que tal "apuntador" puede ser construido en una teoría de manera auto-consistente que no solo reproduce todos los resultados experimentales conocidos sino que también provee un límite clásico claro, es altamente significativo en sí mismo y prueba que la existencia de universos alternativos no es una conclusión necesaria de la teoría cuántica.

## Derivaciones
La teoría de Broglie–Bohm ha sido derivada muchas veces y de muy diversas maneras. Abajo tenemos cinco derivaciones, todas ellas muy diferentes y que muestran diferentes maneras de entender y extender la teoría.
- La Ecuación de Schrödinger puede ser derivada usando la hipótesis de Einstein sobre los cuantos de luz: {\displaystyle E=\hbar \omega \;} y la hipótesis de De Broglie: {\displaystyle \mathbf {p} =\hbar \mathbf {k} \;}.

La ecuación guía puede ser derivada de una manera similar. Asumimos una onda plana: {\displaystyle \psi (\mathbf {x} ,t)=Ae^{i(\mathbf {k} \cdot \mathbf {x} -\omega t)}}. Tengamos en cuenta que {\displaystyle i\mathbf {k} =\nabla \psi /\psi }. Asumiendo que {\displaystyle \mathbf {p} =m\mathbf {v} } para la velocidad actual de la partícula, tenemos que {\displaystyle \mathbf {v} ={\frac {\hbar }{m}}\operatorname {Im} \left({\frac {\nabla \psi }{\psi }}\right)}. Así, tenemos la ecuación guía.
Esta derivación no requiere utilizar la ecuación de Schrödinger.
- Preservar la densidad bajo la evolución temporal es otro método de derivación. Este es el método citado por Bell, y el método que generaliza muchas teorías alternativas posibles. El punto de partida es la ecuación de continuidad {\displaystyle -{\frac {\partial \rho }{\partial t}}=\nabla \cdot (\rho v^{\psi })} para la densidad {\displaystyle \rho =|\psi |^{2}}. Esta ecuación describe el flujo de probabilidad a lo largo de una corriente. Tomamos la velocidad del campo asociado con esta corriente como la velocidad del campo cuyas curvas integrales yield el movimiento de la partícula.

- Un método aplicable a partículas sin espín es hacer la descomposición polar de la función de onda y transformar la ecuación de Schrödinger en dos ecuaciones acopladas: la ecuación de continuidad arriba mencionada y la ecuación de Hamilton–Jacobi. Este es el método usado por Bohm en 1952. La descomposición y las ecuaciones son las siguientes:

Descomposición {\displaystyle \psi (\mathbf {x} ,t)=R(\mathbf {x} ,t)e^{iS(\mathbf {x} ,t)/\hbar }.} Observar que {\displaystyle R^{2}(\mathbf {x} ,t)} corresponde a la densidad de probabilidad {\displaystyle \rho (\mathbf {x} ,t)=|\psi (\mathbf {x} ,t)|^{2}}.
Ecuación de continuidad: {\displaystyle -{\frac {\partial \rho (\mathbf {x} ,t)}{\partial t}}=\nabla \cdot \left(\rho (\mathbf {x} ,t){\frac {\nabla S(\mathbf {x} ,t)}{m}}\right)}
Ecuación de Hamilton–Jacobi: {\displaystyle {\frac {\partial S(\mathbf {x} ,t)}{\partial t}}=-\left[V+{\frac {1}{2m}}(\nabla S(\mathbf {x} ,t))^{2}-{\frac {\hbar ^{2}}{2m}}{\frac {\nabla ^{2}R(\mathbf {x} ,t)}{R(\mathbf {x} ,t)}}\right].}
La ecuación de Hamilton–Jacobi es la ecuación derivada desde un sistema Newtoniano con un potencial {\displaystyle V-{\frac {\hbar ^{2}}{2m}}{\frac {\nabla ^{2}R}{R}}} y una velocidad del campo {\displaystyle {\frac {\nabla S}{m}}.} El potencial {\displaystyle V} es el potencial clásico que aparece en la ecuación de Schrödinger y el otro término {\displaystyle R} es el potencial cuántico, terminología introducida por Bohm.
Esto conduce a ver la teoría cuántica como partículas moviéndose bajo fuerzas clásicas modificadas por una fuerza cuántica. No obstante, a diferencia de la mecánica newtoniana estándar, la velocidad inicial está ya especificada por {\displaystyle {\frac {\nabla S}{m}}} lo cual es un síntoma de que se trata de una teoría de primer orden, no de segundo orden.
- Una cuarta derivación fue mostrada por Dürr et al.[1] En su derivación, ellos derivan el campo velocidad requiriendo las propiedades adecuadas de transformación dadas por las varias simetrías que satisface la ecuación de Schrödinger, una vez que la función de onda es adecuadamente transformada. La ecuación guía es lo que emerge de ese análisis.

- Una quinta derivación, dada por Dürr et al.[4] es apropiada para una generalización hacia una teoría cuántica de campos y la ecuación de Dirac. La idea es que el campo velocidad puede ser también como un operador diferencial de primer orden actuando sobre funciones. Así, si conocemos cómo actúa sobre funciones sabemos lo que es. Entonces dado el operador Hamiltoniano {\displaystyle H}, la ecuación que debe satisfacerse para toda función {\displaystyle f} (con operador asociado a la multiplicación {\displaystyle {\hat {f}}}) es

{\displaystyle (v(f))(q)=\mathrm {Re} {\frac {(\psi ,{\frac {i}{\hbar }}[H,{\hat {f}}]\psi )}{(\psi ,\psi )}}(q)} donde {\displaystyle (v,w)} es el producto interno local Hermitiano en el espacio de valores de la función de onda.
Esta formulación permite teorías estocásticas que incluyan la creación y aniquilación de partículas.

## Historia
La teoría de Broglie–Bohm tiene una larga historia de diferentes formulaciones y nombres. En esta sección mostramos cada nombre y su referencia principal.

### Teoría de la Onda-piloto
El Dr. de Broglie presentó su teoría de la onda piloto en 1927 en la Conferencia Solvay, después de una estrecha colaboración con Schrödinger, quien desarrolló su ecuación de ondas para la teoría de De Broglie. Al final de la presentación, Wolfgang Pauli señaló que ello no era compatible con una técnica semiclásica que Fermi había adoptado previamente para el caso de colisiones inelásticas. Contrariamente a la leyenda popular, De Broglie dio de inmediato el rebote correcto, explicando que la técnica particular no podía ser generalizada para los propósitos de Pauli, no obstante la audiencia pudo haber perdido los detalles técnicos y también la manera suave de De Broglie al responder, dieron la impresión al público de que la objeción de Pauli era válida. Él fue poco menos que persuadido a abandonar su teoría, anonadado en 1932 debido por un lado a los mayores éxitos de la escuela de Copenhague y por otro a su propia falta de habilidad para entender la decoherencia cuántica. También en 1932, John von Neumann publicó un artículo, clamando haber probado que todas las teorías de variables ocultas eran imposibles. Esto selló la losa sobre la teoría de De Broglie durante las dos décadas siguientes. En verdad, la prueba de von Neumann se basa en asunciones inválidas, tales como que la física cuántica debe ser local, y no desaprueba en modo alguno la teoría de la onda piloto.
La teoría de De Broglie ya se aplica a múltiples partículas sin espín pero málamente lleva a una teoría adecuada de la medida decoherencia cuántica que al mismo tiempo nadie comprende. Un análisis de la presentación de De Broglie se encuentra en Bacciagaluppi et al.
Alrededor de ese tiempo Erwin Madelung también desarrolló una versión hidrodinámica de la ecuación de Schrödinger que se considera incorrectamente como una base de la derivación (densidad de corriente) de la teoría de Broglie–Bohm. Las ecuaciones de Madelung, siendo las ecuaciones de Euler cuánticas, difieren filosóficamente de la teoría de Broglie–Bohm y son la base de la interpretación hidrodinámica de la mecánica cuántica.

### Teoría de Broglie–Bohm
Después de publicar un libro de texto popular sobre Mecánica Cuántica que se adhería enteramente a la ortodoxia de Copenhague, Bohm fue persuadido por Einstein para considerar de una manera crítica el teorema de Von Neumann. El resultado fue 'Sugerencias sobre Una Interpretación de la Teoría Cuántica en Términos de "Variables Ocultas" I y II' [Bohm 1952]. Allí se extiende la teoría original de la Onda Piloto para incorporar una teoría consistente de la medida, y responder a las críticas de Pauli que De Broglie no respondió apropiadamente; se entiende que es determinista (Bohm cita en los papeles originales que habría disturbaciones al respecto, de la misma manera en la que el movimiento browniano disturba la mecánica de Newton). Esta presentación es conocida como la teoría de De Broglie–Bohm  en el trabajo de Bell [Bell 1987] y es la base de la 'Teoría cuántica del movimiento' [Holland 1993].
Esta formulación se aplica a múltiples partículas, y es determinista.
La teoría de Broglie–Bohm es un ejemplo de teoría de variables ocultas. Bohm esperaba originalmente que las variables ocultas pudieran proporcionar una descripción local, causal, objetiva que resolviera o eliminara muchas de las paradojas de la mecánica cuántica, tales como la del Gato de Schrödinger, el problema de la medición y el colapso de la función de onda. No obstante, el teorema de Bell complicó esta esperanza, ya que este demostraba que ninguna teoría de variables ocultas locales es compatible con las predicciones de la mecánica cuántica. La interpretación Bohmiana es causal pero no local.
El escrito de Bohm fue largamente ignorado por otros físicos. Incluso Albert Einstein no lo consideró una respuesta satisfactoria a la cuestión de la no localidad. El resto de las objeciones contemporáneas, no obstante, fueron ad hominem, enfocadas a la simpatía de Bohm hacia los liberales y supuestos comunistas, ejemplificada por su negativa a testimoniar ante el Comité de Actividades Antiamericanas.
Eventualmente la causa fue retomada por John Bell. En "Speakable and Unspeakable in Quantum Mechanics" [Bell 1987], varios de sus escritos se refieren a teorías de variables ocultas (que incluyen la de Bohm). Bell mostró que la objeción de von Neumann no afectaba a las teorías de variables ocultas "no locales", y que la no localidad es una característica de todos los sistemas cuánticos.

### Mecánica Bohmiana
Este término, que no era del agrado de Bohm, se usa para describir la misma teoría, pero haciendo énfasis en la noción de flujo de corriente. En particular es usado frecuentemente para incluir la mayoría de las extensiones posteriores a la versión de Bohm sin espín. Mientras que la teoría de Broglie–Bohm tiene Lagrangianos y ecuaciones de Hamilton-Jacobi como foco primario, con el icono del potencial cuántico, la mecánica Bohmiana considera la ecuación de continuidad como lo más primario y sostiene la ecuación guía como su icono. Son matemáticamente equivalentes siempre que la formulación Hamilton-Jacobi sea aplicable, p.ej., en partículas sin espín. Los papeles de Dürr et al. popularizaron este término.
Esta teoría puede dar cuenta completamente de todas las mecánicas cuánticas no relativistas.

### Interpretación causal e interpretación ontológica
Bohm desarrolló sus ideas originales, denominándolas Interpretación causal. Más tarde él sintió que causal sonaba demasiado a determinista y prefirió llamar a su teoría Interpretación Ontológica. La principal referencia es 'El Universo Indiviso' [Bohm, Hiley 1993].
Este escrito cubre un trabajo realizado por Bohm en colaboración con Vigier y Hiley. Bohm aclara que su teoría es no determinista (el trabajo con Hiley incluye una teoría estocástica). Ya que tal teoría no es estrictamente hablando, una formulación de la teoría de Broglie–Bohm. No obstante, se menciona aquí haciendo notar que el término "Interpretación de Bohm" es ambiguo ya que se refiere tanto a esta teoría como la de Broglie–Bohm.
La teoría de Broglie-Bohm, debe considerarse entonces una Interpretación Ontológica Causal. Paradójicamente, ello no impide que la propia formulación sea también compatible con alguna  Interpretación Fenomenológica Causal donde no se le atribuya una ontología a las posiciones de las partículas ni a la función de onda universal.